# Sergiu Comissiona
Sergiu Comissiona (n. 16 iunie 1928, București – d. 5 martie 2005, Oklahoma City, Oklahoma, USA) a fost un dirijor și violonist israelian - american originar din România.

## Biografie
Sergiu Comissiona s-a născut în București la 16 iunie 1928 într-o familie de evrei. Tatăl său, Jean Lupu Comissiona, era absolvent al Academiei de comerț din Berlin și proprietarul fabricii de produse chimice „Minerva” de pe șoseaua Vitan, pe care o preluase de la socrii săi, iar mama sa, Jenny, născută Haufrecht  era cântăreață de operă. Originea numelui său a explicat-o el însuși, într-un interviu: bunicul din partea tatei Iosif Lupu, era comis-voiajor în Târgu Ocna, lumea îl numea Lupu comisionarul și, atunci el și-a schimbat numele în Comissiona. Sergiu Comissiona și sora sa mai mare, Milly au primit o educație aleasă, având în copilărie o guvernantă germană catolică din Vijnița.
La 12 ani, în timpul rebeliunii legionare din ianuarie 1941, familia Comissiona s-a ascuns într-o locuință pe Bulevardul Magheru, pusă la dispoziție de o familie românească, care preluase, prin înțelegere, în mod oficial, proprietatea asupra întreprinderii Minerva, în cadrul procesului de „românizare” a proprietăților evreiești sub regimul militar-fascist recent instalat. În acei ani, tatăl a înființat școala evreiască profesională „Malbim”.
În ciuda interdicției pentru evrei de a avea acces la viața culturală și muzicală a populației majoritare, Sergiu a reușit să frecventeze clandestin concerte simfonice la Ateneul Român.
După căderea regimului Antonescu în august 1944, Sergiu Comisiona a intrat la Liceul Basarab, pe care apoi l-a părăsit în favoarea unei școli a Profesorilor Asociați din Piața Romană.
Comisiona a studiat din copilărie vioara cu Cecilia Nițulescu Lupu, care neprezicându-i un deosebit succes ca violonist, a fost cea dintâi să-i sugereze de a încerca  dirijoratul Încurajat de pianistul și muzicologul Mircea Brucăr, Comisiona a făcut parte din orchestra liceului, cu care a apărut în două concerte publice, apoi a fost membru în orchestra semisimfonică „Ciprian Porumbescu”, condusă de Emil Cobilovici, care dădea concerte în fabrici și instituții.  
La îndemnul profesoarei Nițulescu Lupu s-a exersat în jazz, a făcut parte dintr-o formație de jazz, cunoscându-i pe Sergiu Malagamba, Joe Reininger, Otto Juster și Roland Granier. 
Apoi a luat lecții de dirijat la Conservatorul evreiesc de pe Strada Sfinților, cu Eduard Lindenberg, elev al lui Hermann Scherchen. La 17 ani, sub îndrumarea acestuia, apare prima dată în public ca dirijor, cu orchestra Colegiului farmaciștilor, interpretând, între altele, uvertura „Egmonnt” și suita „Peer Gynt”. Tatăl său, aflat în public, decide să susțină opțiunea fiului, dar în anul următor se stinge brusc din viață la vârsta de 50 ani Este admis la Conservatorul din Bucuresti, unde învăța teoria muzicii cu Nicolae Breazu, compoziția cu Ion Dumitrescu și dirijoratul cu Constantin Silvestri, Eduard Lindenberg și George Georgescu.
După cum mărturisea, lecțiile particulare de dirijat cu Constantin Silvestri au fost determinante pentru dezvoltarea sa ulterioară. Adolescent, devine membru al Quartetului Radio și violonist în orchestra Filarmonicii de Stat. Activitatea de cântăreață a mamei sale i-a deșteptat de timpuriu pasiunea pentru operă, ceea ce i-a adus un debut neașteptat: când dirijorul care trebuia să conducă opera "Faust" de Charles Gounod, a fost, în seara respectivă, indisponibil, Comissiona, pe atunci în vârstă doar de 17 ani, a convins conducerea operei că el cunoaște partitura, făcându-și astfel debutul de dirijor alături de mama sa, care interpreta rolul Margaretei. În 1949, se căsătorește cu dansatoarea Robinna, care îi va fi alături până la sfârșitul vieții.
În 1950, Comissiona devine directorul muzical al Ansamblului de Stat Român, iar cinci ani mai târziu, în 1955, este numit dirijor principal al Operei de Stat din București. În 1954 reprezintă România la concursul internațional de dirijat din Besançon (Franța).
Deși devenise o figură proeminentă în viața muzicală românească, față de restricțiile impuse de regimul comunist din România, Sergiu Comissiona emigrează în Israel în 1959 împreună cu familia sa. Aici devine în 1960 director muzical al orchestrei simfonice din Haifa, post pe care l-a menținut până în 1966. În același timp, organizează și conduce orchestra de cameră "Ramat Gan", ansamblu cu care efectuează în 1963 un turneu în 43 de orașe din USA și Canada, apărând astfel pentru prima dată în sălile de concert ale continentului nord-american.
În 1962, Comissiona își face debutul la Londra cu "London Philarmonic Orchestra" și la opera regală "Covent Garden", dirijând în special spectacole de balet.
În 1966 Sergiu Comissiona este numit director muzical al orchestrei simfonice din Göteborg (Suedia), post pe care îl va menține până în 1977. În 1973 primește medalia de aur a orașului Göteborg, iar în 1982 este numit membru onorific al Academiei Regale Suedeze de Muzică. A devenit cetățean american la 4 iulie 1976. În 1977 Comissiona devine director muzical al orchestrei "American Symphony" din New York. Colaborarea cea mai îndelungată a fost aceea cu orchestra simfonică din Baltimore (1969-1984). De-a lungul activității sale în Baltimore, Comissiona a inițiat un concurs național pentru tinerii dirijori, a extins stagiunea muzicală, a mărit personalul orchestrei, a inaugurat sala nouă de concerte "Joseph Meyerhoff Hall", a făcut turnee cu orchestra în Statele Unite cât și în Europa, a introdus în programele orchestrei multe lucrări noi de compozitori americani contemporani, ca de ex. Allan Pettersson, și a ridicat nivelul orchestrei stabilind-o printre cele de prim rang din SUA. La încheierea activității obișnuite în Baltimore, i se prelungește angajamentul cu titlul de Conductor Laurate.
În anul 1990 devine prim-dirijor al orchestrei posturilor de radio și televiziune din Madrid (Spania), unde rămâne până în 1998, iar în intervalul 1990 - 1994 este în același timp director muzical al orchestrei filarmonice din Helsinki (Finlanda). Foarte căutat ca "dirijor invitat" (guest conductor), apare la pupitrul multor formații de prestigiu, ca Vancouver Symphony Orchestra, Orchestra filarmonică Radio din Hilversum, Olanda, Philadelphia Orchestra. În 1981, cu ocazia centenarului nașterii lui George Enescu, împreună cu un grup de muzicieni devine unul dintre membrii fondatori ai Societății "George Enescu" din Statele Unite ale Americii, avându-l ca președinte de onoare pe celebrul violonist Yehudi Menuhin. După 1990 va veni de mai multe ori în România, fiind și membru al juriului Concursurilor "George Enescu". În multe din programele sale, Comissiona a inclus opere ale compozitorilor români. În 2005, întreprinde un turneu în Franța împreună cu Orchestra Simfonică Radio din București, înregistrând mult succes, printre altele, cu Simfonia I de George Enescu.
Sergiu Comissiona încetează din viață la 5 martie 2005, într-un hotel din Oklahoma City, în urma unui atac cardiac, cu puține ore înainte de a fi apărut în concert la pupitrul orchestrei simfonice din localitate.
Discografia sa include 18 albume cu înregistrări realizate în fruntea diferitelor orchestre simfonice.
A fost doctor honoris causa al multor universități, printre care New England Conservatory din Boston, Peabody Conservatory, Loyola College, Johns Hopkins University, iar Columbia University din New York i-a decernat premiul "Alice M. Ditson Award".

## Distincții
- Ordinul Muncii clasa a II-a (21 februarie 1952) „cu prilejul împlinirii a 5 ani de activitate publică a Ansamblului Artistic al Consiliului Central al Sindicatelor din Republica Populară Română”[13]